# Carabus mellyi
Carabus (Neoplectes) mellyi — вид жужелиц рода Carabus, подрода Neoplectes, эндемичный для центральной Грузии.

## Синонимы
- battoniellus Deuve, 1991 [1]
- boulbenorum Deuve, 2015 [2]

## Систематика
C. mellyi по внешнему виду напоминает C. szekelyi, C. titarenkoi, но хорошо отличается от них строением эндофаллуса, по строению эндофаллуса наиболее близок C. martviliensis, от которого так же отличается строением гениталий самцов. Ниже приводится сравнительная таблица между близкими видами.

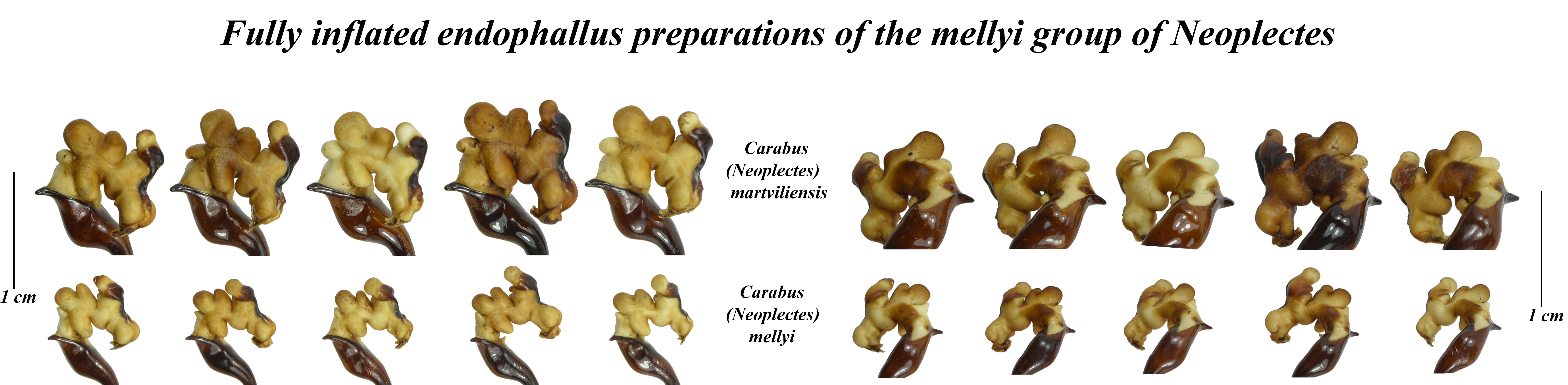
Сравнительная таблица строения эндофаллуса группы "Neoplectes mellyi"

## Внешний вид

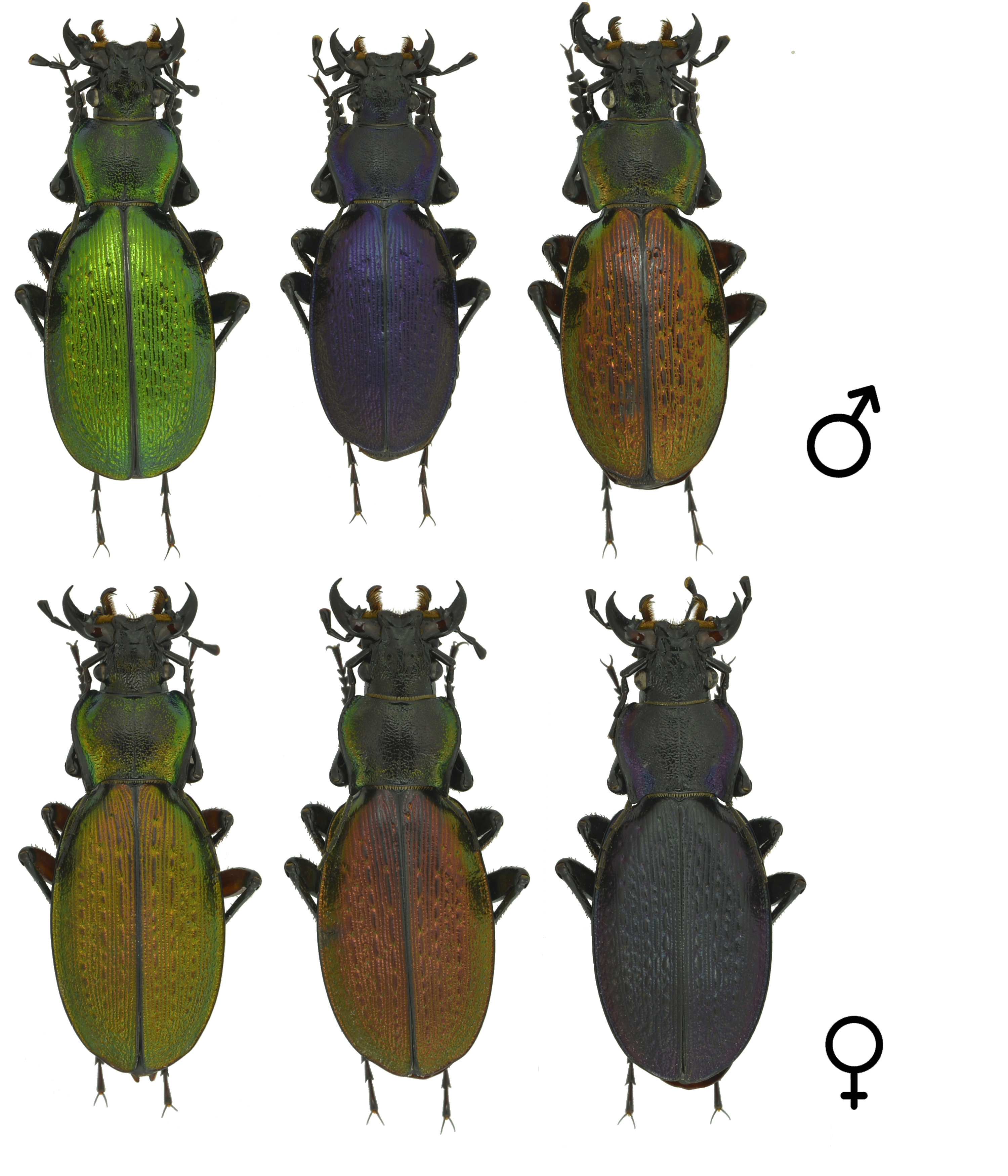
Carabus mellyi mellyi

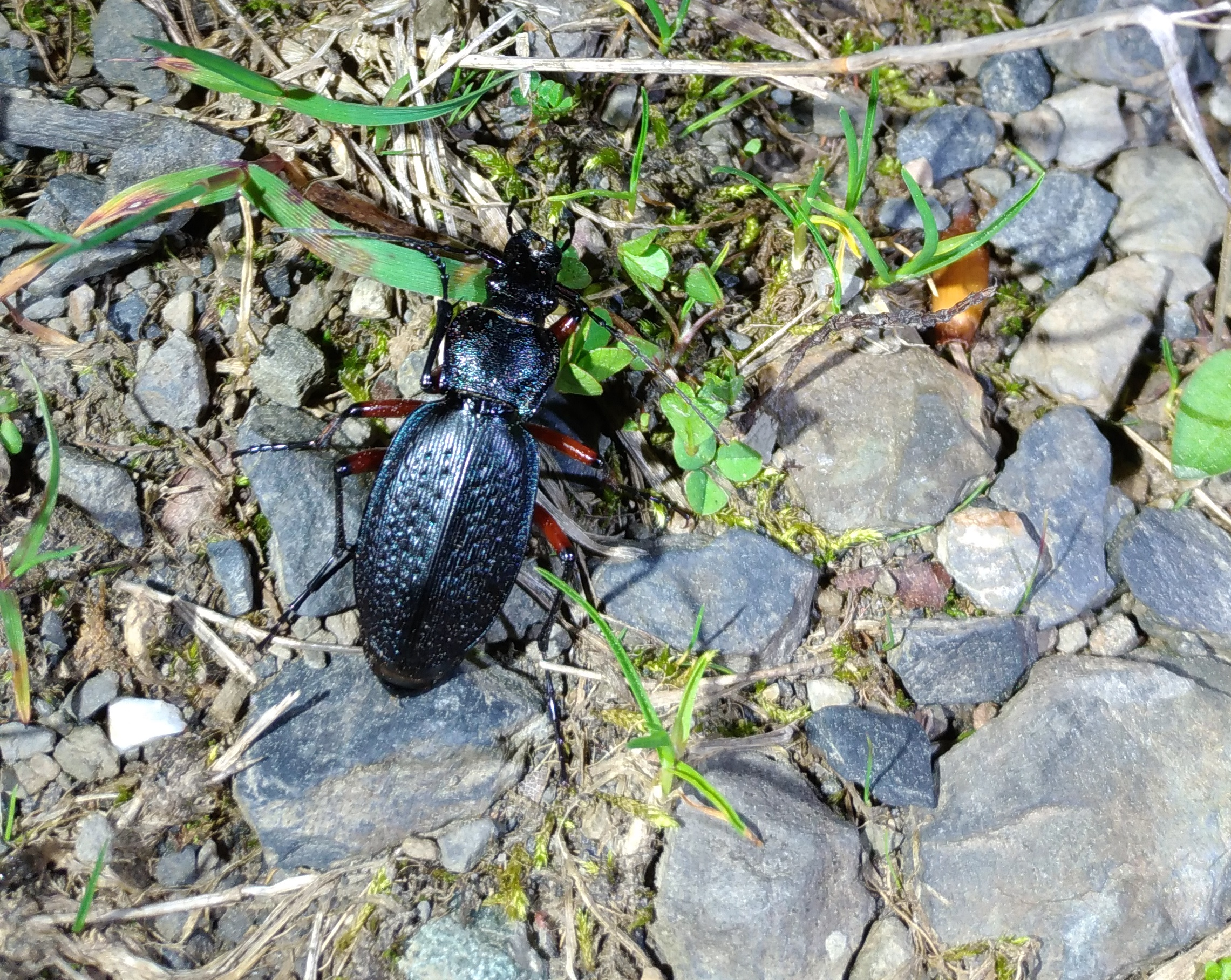
Carabus (Neoplectes) mellyi

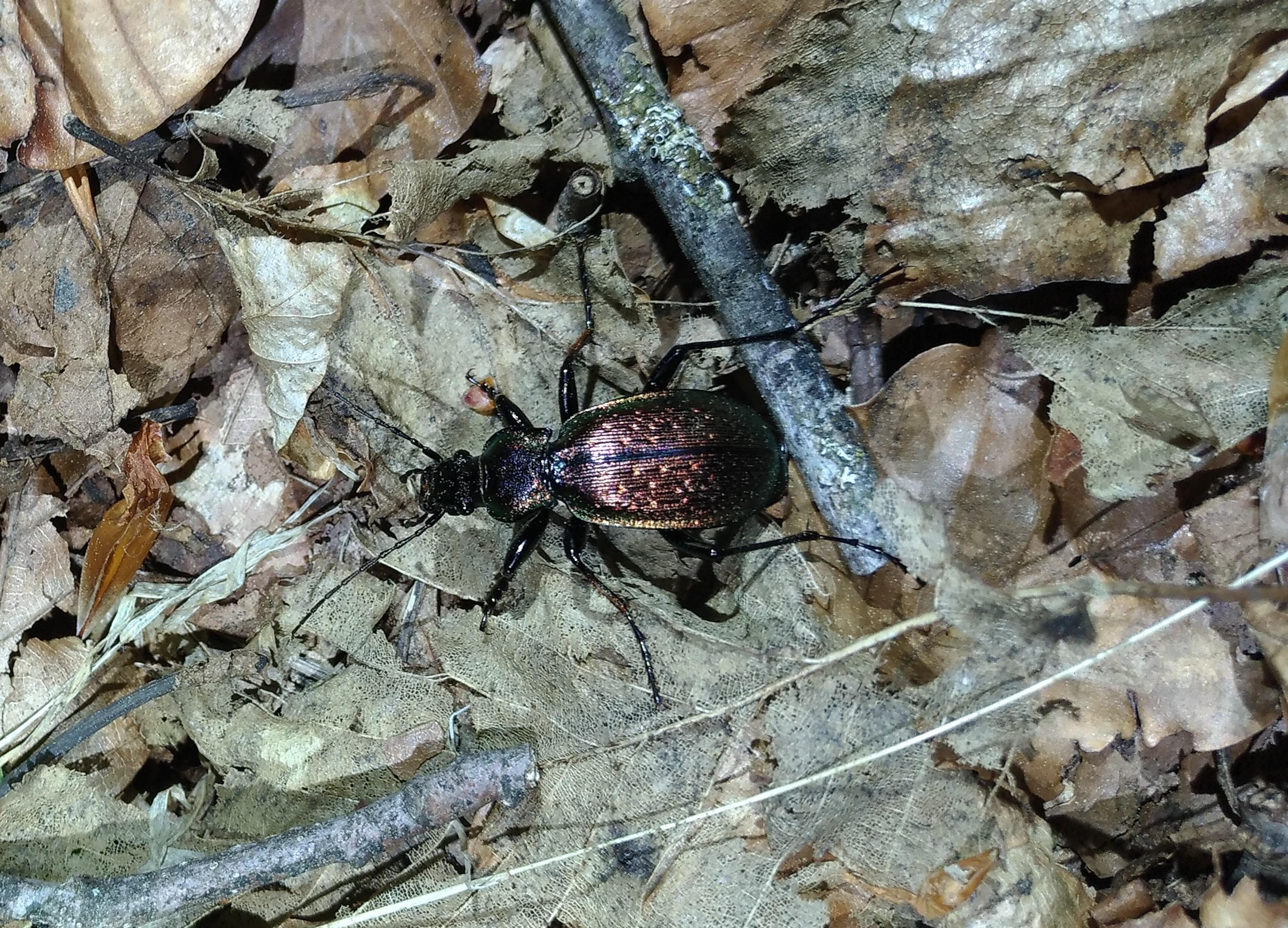
Carabus (Neoplectes) mellyi

## Ареал
Вид распространен в центральной части республики Грузия, в восточной части Эгрисского хребта, на южных склонах центральной части Сванетского хребта в окрестностях Лентехи, на Лечхумском хребте и в окрестностях озера Коз.
- Типовое место "Mont Sakao, en Imeretie (Radscha)"

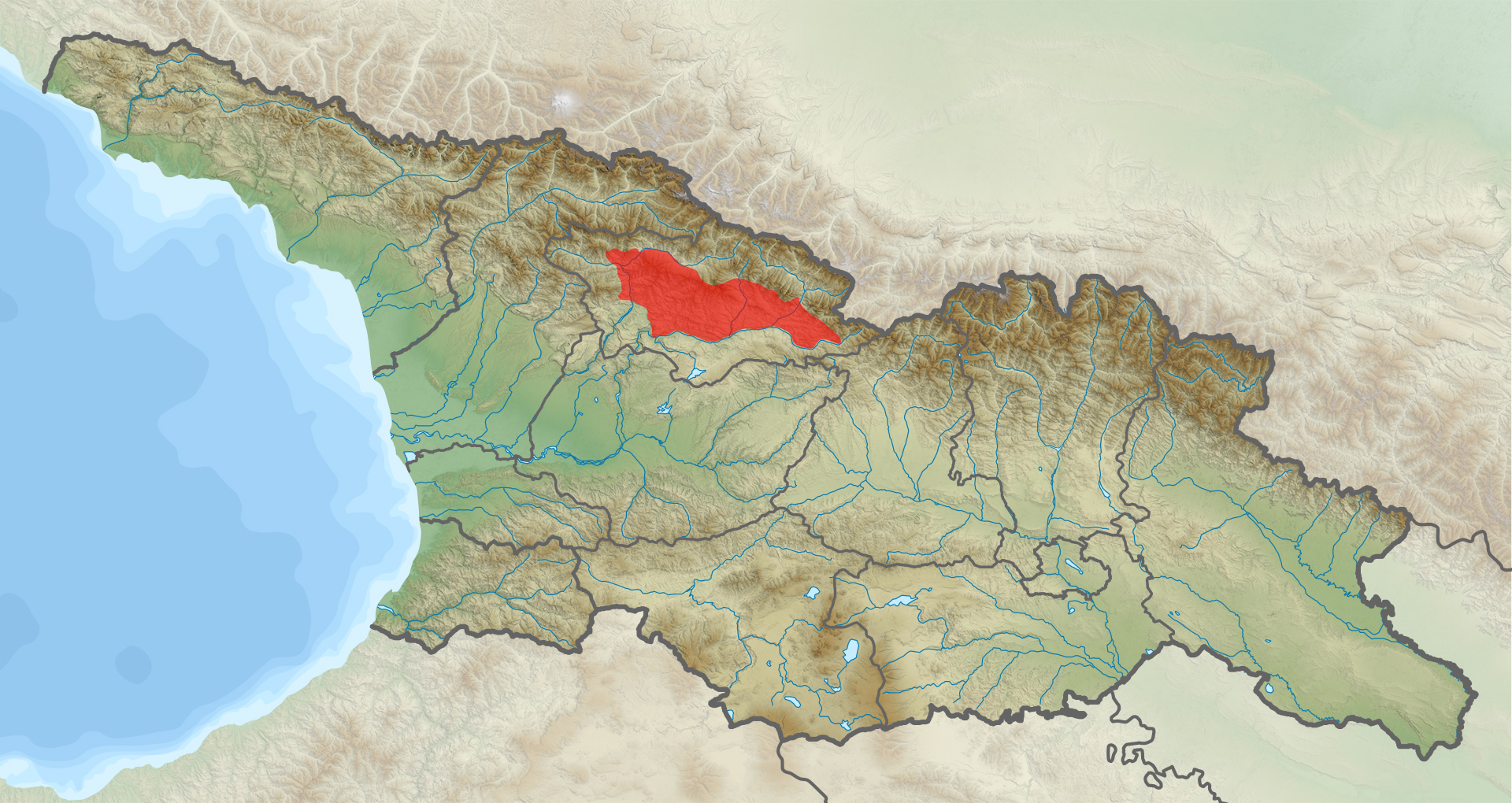
Карта распространения Carabus (Neoplectes) martviliensis

## Особенности экологии
Вид обитает от высоты 600 метров над уровнем моря, поднимаясь до высоты 2500 метров над уровнем моря. Максимальная плотность отмечена в зоне буковых-пихтовых лесов. Имаго активны с момента таяния снега.